# Herman De Waghemakere
Herman De Waghemakere (... – 1503) è stato un architetto fiammingo grande esponente del Gotico brabantino.

## Biografia
Fu mastrocostruttore della cattedrale di Anversa a partire dal 1474, quando venne ingaggiato per continuare l'alta torre (dal secondo piano), la navata settentrionale e la cappella della Circoncisione (1473–1503). Verso il 1480 costruisce la collegiata di San Martino a Aalst. Suo capolavoro è la chiesa di San Giacomo di Anversa, iniziata nel 1491. Inoltre fra il 1473 e il 1485 lavorò alla costruzione della chiesa di San Gummaro a Lier, dove costruì il deambulatorio il coro e la cappella absidale; nel 1482-87 si occupò della basilica di San Villibrordo a Hulst, e verso il 1501 progettò il bell'edificio dell'antico mercato delle carni ad Anversa. 
Dal 1449 verrà affiancato dal figlio Dominikus.